# Tipperary North (circonscription du Dáil)
Tipperary North est une circonscription électorale irlandaise de 1948 à 2016. Elle permettait d'élire trois membres du Dáil Éireann, la chambre basse de l'Oireachtas, le parlement d'Irlande. L'élection se faisait suivant un scrutin proportionnel plurinominal avec scrutin à vote unique transférable.

## Histoire
Elle a été créée pour les élections générales de 1948 lorsque l'ancienne circonscription de Tipperary a été divisée en Tipperary North et Tipperary South. La circonscription a subi une révision importante de ses frontières lors des élections générales de 2007. Une population de 4 276 habitants de l'ancien district rural de Roscrea n° 2 a été transférée dans sa circonscription électorale située dans la circonscription de Laois – Offaly. Outre le comté administratif de North Tipperary et certaines parties de South Tipperary, il comprend également la pointe sud du comté d'Offaly. En 2006, la population de la circonscription utilisant ces limites révisées était de 80 203. Les principaux centres de population étaient Thurles, Templemore, Nenagh et Roscrea.
Elle a été abolie aux élections générales de 2016 et remplacée par les nouvelles circonscriptions de Tipperary et Offaly.

## Députés
Note : Les colonnes de ce tableau sont utilisées uniquement à des fins de présentation et aucune importance ne doit être attachée à l'ordre des colonnes. Pour plus de détails sur l'ordre dans lequel les sièges ont été remportés à chaque élection, voir les résultats détaillés de cette élection.

## Élections

### Élections générales de 2011
| Parti | Parti              | Candidat       | %    | Comptage | Comptage | Comptage |
| Parti | Parti              | Candidat       | %    | 1        | 2        | 3        |
| --- | ------------------ | -------------- | ---- | -------- | -------- | -------- |
| | Sans étiquette     | Michael Lowry  | 29,2 | 14 104   |          |          |
| | Fine Gael          | Noel Coonan    | 23,7 | 11 425   | 12 130   |          |
| | Parti travailliste | Alan Kelly     | 19,8 | 9 559    | 10 104   | 12 065   |
| | Fianna Fáil        | Máire Hoctor   | 16,5 | 7 978    | 8 356    | 9 441    |
| | Sinn Féin          | Séamus Morris  | 6,3  | 3 034    | 3 180    |          |
| | New Vision         | Billy Clancy   | 3,0  | 1 442    | 1 653    |          |
| | Parti vert         | Olwyn O'Malley | 0,8  | 409      | 429      |          |
| | Sans étiquette     | Kate Bopp      | 0,7  | 322      | 352      |          |
| Électorat : 63 235 Valide : 48 273 Non valide : 516 (1,1%) Quota : 12 069 Participation : 48 789 (77,2%) |                    |                |      |          |          |          |

### Élections générales de 2007
| Parti | Parti                    | Candidat         | %    | Comptage | Comptage | Comptage | Comptage | Comptage | Comptage |
| Parti | Parti                    | Candidat         | %    | 1        | 2        | 3        | 4        | 5        | 6        |
| --- | ------------------------ | ---------------- | ---- | -------- | -------- | -------- | -------- | -------- | -------- |
| | Sans étiquette           | Michael Lowry    | 29,1 | 12 919   |          |          |          |          |          |
| | Fine Gael                | Noel Coonan      | 15,9 | 7 061    | 7 569    | 7 763    | 7 981    | 8 440    | 11 499   |
| | Fianna Fáil              | Máire Hoctor     | 16,6 | 7 374    | 7 664    | 7 905    | 8 249    | 8 793    | 10 167   |
| | Fianna Fáil              | Michael Smith    | 17,7 | 7 871    | 8 107    | 8 223    | 8 480    | 8 975    | 9 607    |
| | Parti travailliste       | Kathleen O'Meara | 10,3 | 4 561    | 4 859    | 5 218    | 5 748    | 6 311    |          |
| | Sans étiquette           | Jim Ryan         | 4,2  | 1 844    | 2 193    | 2 283    | 2 564    |          |          |
| | Sinn Féin                | Séamus Morris    | 3,8  | 1 672    | 1 754    | 1 881    |          |          |          |
| | Démocrates progressistes | Tony Sheary      | 1,4  | 634      | 658      |          |          |          |          |
| | Parti vert               | Paul McNally     | 1,1  | 495      | 519      |          |          |          |          |
| Électorat : 57 084 Valide : 44 431 Non valide : 332 (0,8%) Quota : 11 108 Participation : 44 783 (78,5%) |                          |                  |      |          |          |          |          |          |          |

### Élections générales de 2002
| Parti | Parti                    | Candidat         | %    | Comptage | Comptage | Comptage | Comptage |
| Parti | Parti                    | Candidat         | %    | 1        | 2        | 3        | 4        |
| --- | ------------------------ | ---------------- | ---- | -------- | -------- | -------- | -------- |
| | Sans étiquette           | Michael Lowry    | 25,4 | 10 400   |          |          |          |
| | Fianna Fáil              | Máire Hoctor     | 21,8 | 8 949    | 9 320    | 11 040   |          |
| | Fianna Fáil              | Michael Smith    | 10,5 | 8 526    | 8 842    | 9 642    | 10 088   |
| | Fine Gael                | Noel Coonan      | 14,9 | 6 108    | 6 436    | 9 085    | 9 437    |
| | Parti travailliste       | Kathleen O'Meara | 13,5 | 5 537    | 5 877    |          |          |
| | Démocrates progressistes | Bill Dwan        | 3,5  | 1 446    |          |          |          |
| Électorat : 59 427 Valide : 40 966 Non valide : 446 (1,1%) Quota : 10 242 Participation : 41 412 (69,7%) |                          |                  |      |          |          |          |          |

### Élections générales de 1997
| Parti | Parti                    | Candidat          | Première préférence | %    | Siège | Comptage |
| --- | ------------------------ | ----------------- | ------------------- | ---- | ----- | -------- |
| | Sans étiquette           | Michael Lowry     | 11 638              | 29,1 | 1     | 1        |
| | Fianna Fáil              | Michael O'Kennedy | 9 895               | 24,8 | 2     | 2        |
| | Fianna Fáil              | Michael Smith     | 6 999               | 17,5 | 3     | 7        |
| | Fine Gael                | Tom Berkery       | 4 521               | 11,3 |       |          |
| | Parti travailliste       | Kathleen O'Meara  | 4 126               | 10,3 |       |          |
| | Démocrates progressistes | Joe Hennessy      | 1 390               | 3,5  |       |          |
| | National Party           | Margaret Carey    | 1 295               | 3,2  |       |          |
| | Sans étiquette           | Gillies MacBain   | 88                  | 0,2  |       |          |
| 'Électorat : 53 888 Valide : 39 952 Non valide : 337 (0,8%) Quota : 9 989 Participation : 40 289 (74,8%) |                          |                   |                     |      |       |          |

### Élections générales de 1992
| Parti | Parti              | Candidat          | Première préférence | %    | Siège | Comptage |
| --- | ------------------ | ----------------- | ------------------- | ---- | ----- | -------- |
| | Fianna Fáil        | Michael Smith     | 8 156               | 25,6 | 1     | 1        |
| | Fine Gael          | Michael Lowry     | 7 401               | 23,3 | 2     | 3        |
| | Parti travailliste | John Ryan         | 7 240               | 22,8 | 3     | 4        |
| | Fianna Fáil        | Michael O'Kennedy | 7 113               | 22,4 |       |          |
| | Fine Gael          | Tom Ryan          | 1 533               | 4,8  |       |          |
| | Sinn Féin          | Jimmy Nolan       | 382                 | 1,2  |       |          |
| 'Électorat : 42 754 Valide : 31 825 Non valide : 465 (1,4%) Quota : 7 957 Participation : 32 290 (75,5%) |                    |                   |                     |      |       |          |

### Élections générales de 1989
| Parti                                                        | Parti              | Candidat          | Première préférence | %    | Siège | Comptage |
| ------------------------------------------------------------ | ------------------ | ----------------- | ------------------- | ---- | ----- | -------- |
|                                                              | Fianna Fáil        | Michael O'Kennedy | 8 855               | 28,0 | 1     |          |
|                                                              | Fianna Fáil        | Michael Smith     | 7 221               | 22,8 | 2     |          |
|                                                              | Fine Gael          | Michael Lowry     | 6 427               | 20,3 | 3     |          |
|                                                              | Parti travailliste | John Ryan         | 7 215               | 22,8 |       |          |
|                                                              | Fine Gael          | Tom Berkery       | 1 837               | 5,8  |       |          |
|                                                              | Sans étiquette     | William Fitzsimon | 79                  | 0,3  |       |          |
| 'Électorat : ? Valide : 31 634 Quota : 7 909 Participation : |                    |                   |                     |      |       |          |

### Élections générales de 1987
| Parti                                                        | Parti                    | Candidat          | Première préférence | %    | Siège | Comptage |
| ------------------------------------------------------------ | ------------------------ | ----------------- | ------------------- | ---- | ----- | -------- |
|                                                              | Fianna Fáil              | Michael Smith     | 8 978               | 27,0 | 1     | 1        |
|                                                              | Fianna Fáil              | Michael O'Kennedy | 8 121               | 24,4 | 2     |          |
|                                                              | Fine Gael                | Michael Lowry     | 5 821               | 17,5 | 3     |          |
|                                                              | Parti travailliste       | John Ryan         | 4 558               | 13,7 |       |          |
|                                                              | Démocrates progressistes | Frank Dwan        | 2 444               | 7,3  |       |          |
|                                                              | Fine Gael                | Denis Ryan        | 2 038               | 6,1  |       |          |
|                                                              | Sinn Féin                | James Nolan       | 878                 | 2,6  |       |          |
|                                                              | Sans étiquette           | Seán Deegan       | 322                 | 1,0  |       |          |
|                                                              | Sans étiquette           | Donal Kealy       | 131                 | 0,4  |       |          |
| 'Électorat : ? Valide : 33 291 Quota : 8 323 Participation : |                          |                   |                     |      |       |          |

### Élections générales de novembre 1982
| Parti                                                        | Parti              | Candidat          | Première préférence | %    | Siège | Comptage |
| ------------------------------------------------------------ | ------------------ | ----------------- | ------------------- | ---- | ----- | -------- |
|                                                              | Fine Gael          | David Molony      | 7 163               | 22,2 | 1     |          |
|                                                              | Parti travailliste | John Ryan         | 7 189               | 22,3 | 2     |          |
|                                                              | Fianna Fáil        | Michael O'Kennedy | 7 945               | 24,7 | 3     |          |
|                                                              | Fianna Fáil        | Michael Smith     | 7 843               | 24,4 |       |          |
|                                                              | Fine Gael          | Tom Berkery       | 2 071               | 6,4  |       |          |
| 'Électorat : ? Valide : 32 211 Quota : 8 053 Participation : |                    |                   |                     |      |       |          |

### Élections générales de février 1982
| Parti                                                        | Parti              | Candidat          | Première préférence | %    | Siège | Comptage |
| ------------------------------------------------------------ | ------------------ | ----------------- | ------------------- | ---- | ----- | -------- |
|                                                              | Parti travailliste | John Ryan         | 7 763               | 24,5 | 1     |          |
|                                                              | Fine Gael          | David Molony      | 6 602               | 20,8 | 2     |          |
|                                                              | Fianna Fáil        | Michael O'Kennedy | 7 126               | 22,5 | 3     |          |
|                                                              | Fianna Fáil        | Michael Smith     | 6 182               | 19,5 |       |          |
|                                                              | Fianna Fáil        | Jane Hanafin      | 2 278               | 7,2  |       |          |
|                                                              | Fine Gael          | Tom Berkery       | 1 583               | 5,0  |       |          |
|                                                              | Sans étiquette     | Peter Treacy      | 175                 | 0,6  |       |          |
| 'Électorat : ? Valide : 31 709 Quota : 7 928 Participation : |                    |                   |                     |      |       |          |

### Élections générales de 1981
| Parti                                                        | Parti              | Candidat        | Première préférence | %    | Siège | Comptage |
| ------------------------------------------------------------ | ------------------ | --------------- | ------------------- | ---- | ----- | -------- |
|                                                              | Fianna Fáil        | Michael Smith   | 8 502               | 26,3 | 1     | 1        |
|                                                              | Parti travailliste | John Ryan       | 7 504               | 23,2 | 2     |          |
|                                                              | Fine Gael          | David Molony    | 6 850               | 21,2 | 3     |          |
|                                                              | Fianna Fáil        | Des Hanafin     | 4 307               | 13,3 |       |          |
|                                                              | Fine Gael          | Tom Berkery     | 2 637               | 8,2  |       |          |
|                                                              | Fianna Fáil        | Ger Ryan        | 1 960               | 6,1  |       |          |
|                                                              | Sans étiquette     | Joseph O'Connor | 586                 | 1,8  |       |          |
| 'Électorat : ? Valide : 32 346 Quota : 8 087 Participation : |                    |                 |                     |      |       |          |

### Élections générales de 1977
| Parti                                                        | Parti              | Candidat          | Première préférence | %    | Siège | Comptage |
| ------------------------------------------------------------ | ------------------ | ----------------- | ------------------- | ---- | ----- | -------- |
|                                                              | Fianna Fáil        | Michael O'Kennedy | 9 218               | 26,1 | 1     |          |
|                                                              | Fianna Fáil        | Michael Smith     | 5 667               | 16,1 | 2     |          |
|                                                              | Parti travailliste | John Ryan         | 7 989               | 22,6 | 3     |          |
|                                                              | Fine Gael          | Thomas Dunne      | 6 296               | 17,8 |       |          |
|                                                              | Fianna Fáil        | Des Hanafin       | 4 488               | 12,7 |       |          |
|                                                              | Fine Gael          | Liam Whyte        | 1 652               | 4,7  |       |          |
| 'Électorat : ? Valide : 35 310 Quota : 8 828 Participation : |                    |                   |                     |      |       |          |

### Élections générales de 1973
| Parti                                                        | Parti              | Candidat          | Première préférence | %    | Siège | Comptage |
| ------------------------------------------------------------ | ------------------ | ----------------- | ------------------- | ---- | ----- | -------- |
|                                                              | Fine Gael          | Thomas Dunne      | 6 397               | 22,6 | 1     |          |
|                                                              | Fianna Fáil        | Michael O'Kennedy | 5 709               | 20,1 | 2     |          |
|                                                              | Parti travailliste | John Ryan         | 5 427               | 19,1 | 3     |          |
|                                                              | Fianna Fáil        | Michael Smith     | 4 976               | 17,6 |       |          |
|                                                              | Fianna Fáil        | John Doyle        | 3 645               | 12,9 |       |          |
|                                                              | Fine Gael          | Liam Whyte        | 2 198               | 7,8  |       |          |
| 'Électorat : ? Valide : 28 352 Quota : 7 089 Participation : |                    |                   |                     |      |       |          |

### Élections générales de 1969
| Parti                                                        | Parti              | Candidat          | Première préférence | %    | Siège | Comptage |
| ------------------------------------------------------------ | ------------------ | ----------------- | ------------------- | ---- | ----- | -------- |
|                                                              | Fianna Fáil        | Michael O'Kennedy | 8 751               | 30,3 | 1     | 1        |
|                                                              | Fine Gael          | Thomas Dunne      | 7 169               | 24,8 | 2     |          |
|                                                              | Fianna Fáil        | Michael Smith     | 3 872               | 13,4 | 3     |          |
|                                                              | Fianna Fáil        | John Doyle        | 2 738               | 9,5  |       |          |
|                                                              | Fine Gael          | Liam Whyte        | 2 673               | 9,3  |       |          |
|                                                              | Parti travailliste | John Ryan         | 2 498               | 8,7  |       |          |
|                                                              | Parti travailliste | Thomas Shanahan   | 651                 | 2,3  |       |          |
|                                                              | Parti travailliste | Richard Deasy     | 517                 | 1,8  |       |          |
| 'Électorat : ? Valide : 28 869 Quota : 7 218 Participation : |                    |                   |                     |      |       |          |

### Élections générales de 1965
| Parti                                                        | Parti              | Candidat          | Première préférence | %    | Siège | Comptage |
| ------------------------------------------------------------ | ------------------ | ----------------- | ------------------- | ---- | ----- | -------- |
|                                                              | Fine Gael          | Thomas Dunne      | 6 377               | 23,8 | 1     |          |
|                                                              | Parti travailliste | Patrick Tierney   | 5 466               | 20,4 | 2     |          |
|                                                              | Fianna Fáil        | John Fanning      | 6 411               | 24,0 | 3     |          |
|                                                              | Fianna Fáil        | Michael O'Kennedy | 5 411               | 20,2 |       |          |
|                                                              | Fine Gael          | Donal Nealon      | 3 101               | 11,6 |       |          |
| 'Électorat : ? Valide : 26 766 Quota : 6 692 Participation : |                    |                   |                     |      |       |          |

### Élections générales de 1961
| Parti                                                        | Parti              | Candidat         | Première préférence | %    | Siège | Comptage |
| ------------------------------------------------------------ | ------------------ | ---------------- | ------------------- | ---- | ----- | -------- |
|                                                              | Fianna Fáil        | John Fanning     | 6 302               | 24,5 | 1     |          |
|                                                              | Fine Gael          | Thomas Dunne     | 4 336               | 16,9 | 2     |          |
|                                                              | Parti travailliste | Patrick Tierney  | 5 642               | 21,9 | 3     |          |
|                                                              | Fianna Fáil        | Mary Ryan        | 5 570               | 21,7 |       |          |
|                                                              | Fine Gael          | Liam Whyte       | 2 754               | 10,7 |       |          |
|                                                              | Sinn Féin          | Tomás Mac Giolla | 1 123               | 4,4  |       |          |
| 'Électorat : ? Valide : 25 727 Quota : 6 432 Participation : |                    |                  |                     |      |       |          |

### Élections générales de 1957
| Parti                                                        | Parti              | Candidat              | Première préférence | %    | Siège | Comptage |
| ------------------------------------------------------------ | ------------------ | --------------------- | ------------------- | ---- | ----- | -------- |
|                                                              | Fianna Fáil        | John Fanning          | 6 464               | 24,0 | 1     |          |
|                                                              | Fianna Fáil        | Mary Ryan             | 6 058               | 22,5 | 2     |          |
|                                                              | Parti travailliste | Patrick Tierney       | 4 261               | 15,8 | 3     |          |
|                                                              | Fine Gael          | Martin Collins        | 3 497               | 13,0 |       |          |
|                                                              | Fine Gael          | Thomas Dunne          | 2 616               | 9,7  |       |          |
|                                                              | Sinn Féin          | Aindrias MacDomhnaill | 2 548               | 9,4  |       |          |
|                                                              | Clann na Poblachta | Daniel Kennedy        | 1 537               | 5,7  |       |          |
| 'Électorat : ? Valide : 26 981 Quota : 6 746 Participation : |                    |                       |                     |      |       |          |

### Élections générales de 1954
| Parti                                                        | Parti              | Candidat         | Première préférence | %    | Siège | Comptage |
| ------------------------------------------------------------ | ------------------ | ---------------- | ------------------- | ---- | ----- | -------- |
|                                                              | Fine Gael          | Daniel Morrissey | 5 843               | 20,7 | 1     |          |
|                                                              | Fianna Fáil        | Mary Ryan        | 6 494               | 23,0 | 2     |          |
|                                                              | Fianna Fáil        | John Fanning     | 6 133               | 21,7 | 3     |          |
|                                                              | Parti travailliste | Patrick Tierney  | 4 756               | 16,8 |       |          |
|                                                              | Fine Gael          | Lawrence Brennan | 2 176               | 7,7  |       |          |
|                                                              | Clann na Poblachta | Patrick Kinane   | 1 898               | 6,7  |       |          |
|                                                              | Clann na Poblachta | Michael Cronin   | 935                 | 3,3  |       |          |
| 'Électorat : ? Valide : 28 235 Quota : 7 059 Participation : |                    |                  |                     |      |       |          |

### Élections générales de 1951
| Parti                                                        | Parti              | Candidat         | Première préférence | %    | Siège | Comptage |
| ------------------------------------------------------------ | ------------------ | ---------------- | ------------------- | ---- | ----- | -------- |
|                                                              | Fine Gael          | Daniel Morrissey | 6 546               | 23,0 | 1     |          |
|                                                              | Fianna Fáil        | John Fanning     | 6 390               | 22,5 | 2     |          |
|                                                              | Fianna Fáil        | Mary Ryan        | 6 215               | 21,9 | 3     |          |
|                                                              | Parti travailliste | Patrick Tierney  | 3 782               | 13,3 |       |          |
|                                                              | Fine Gael          | Jeremiah Ryan    | 2 902               | 10,2 |       |          |
|                                                              | Clann na Poblachta | Patrick Kinane   | 2 601               | 9,2  |       |          |
| 'Électorat : ? Valide : 28 436 Quota : 7 110 Participation : |                    |                  |                     |      |       |          |

### Élections générales de 1948
| Parti                                                        | Parti              | Candidat         | Première préférence | %    | Siège | Comptage |
| ------------------------------------------------------------ | ------------------ | ---------------- | ------------------- | ---- | ----- | -------- |
|                                                              | Clann na Poblachta | Patrick Kinane   | 4 602               | 16,3 | 1     |          |
|                                                              | Fine Gael          | Daniel Morrissey | 5 656               | 20,0 | 2     |          |
|                                                              | Fianna Fáil        | Mary Ryan        | 4 601               | 16,3 | 3     |          |
|                                                              | Parti travailliste | John Murphy      | 4 408               | 15,6 |       |          |
|                                                              | Fianna Fáil        | Andrew Fogarty   | 4 377               | 15,5 |       |          |
|                                                              | Fianna Fáil        | Thomas MacDonagh | 2 227               | 7,9  |       |          |
|                                                              | Clann na Poblachta | Michael Cronin   | 1 638               | 5,8  |       |          |
|                                                              | Fine Gael          | Joubert Powell   | 708                 | 2,5  |       |          |
| 'Électorat : ? Valide : 28 217 Quota : 7 055 Participation : |                    |                  |                     |      |       |          |